# Patrick Pircher
Patrick Pircher (ur. 7 kwietnia 1982 w Bregencji) – austriacki piłkarz występujący na pozycji obrońcy.

## Kariera klubowa
Pircher jako junior grał w klubach Viktoria Bregencja, FC Lauterach, FC Hard, BNZ Vorarlberg oraz ponownie FC Hard. W 2000 roku trafił do ekipy Schwarz-Weiß Bregenz. W austriackiej Bundeslidze zadebiutował 28 października 2000 roku w przegranym 2:4 pojedynku ze Sturmem Graz. 23 marca 2002 roku w wygranym 5:1 spotkaniu z Admirą Wacker Mödling strzelił pierwszego gola w Bundeslidze. W Bregenz spędził 2,5 roku.
Na początku 2003 roku Pircher odszedł do Austrii Wiedeń, także grającej w Bundeslidze. Pierwszy ligowy mecz zaliczył tam 16 kwietnia 2003 roku przeciwko SV Ried (2:0). W tym samym roku zdobył z zespołem mistrzostwo Austrii, Puchar Austrii oraz Superpuchar Austrii. Z Austrii był wypożyczany do zespołów SV Pasching, SC Bregenz (dawny Schwarz-Weiß Bregenz) oraz Admira Wacker Mödling.
W styczniu 2006 roku podpisał kontrakt z niemieckim Augsburgiem z Regionalligi Süd. W tym samym roku awansował z klubem do 2. Bundesligi. Zadebiutował w niej 15 września 2006 roku w wygranym 1:0 spotkaniu ze SpVgg Unterhaching. W Augsburgu spędził 2,5 roku.
W 2008 roku Pircher wrócił do Austrii, gdzie został graczem pierwszoligowego klubu SCR Altach. Pierwszy ligowy mecz zaliczył tam 25 października 2008 roku przeciwko Sturmowi Graz (0:6). Na początku 2010 roku odszedł do ekipy FC Pasching z Landesligi Oberösterreich. Następnie grał w zespołach FC Dornbirn 1913, SC Bregenz oraz FC Schwarzach. W 2016 roku zakończył karierę.

## Kariera reprezentacyjna
W reprezentacji Austrii Pircher rozegrał 2 spotkania, oba w 2005 roku. Zadebiutował w niej 8 lutego w zremisowanym 1:1 towarzyskim meczu z Cyprem, a po raz drugi wystąpił w niej 9 lutego w zremisowanym 1:1 towarzyskim pojedynku z Łotwą.